# تنقیه باریوم با وضوح دوگانه

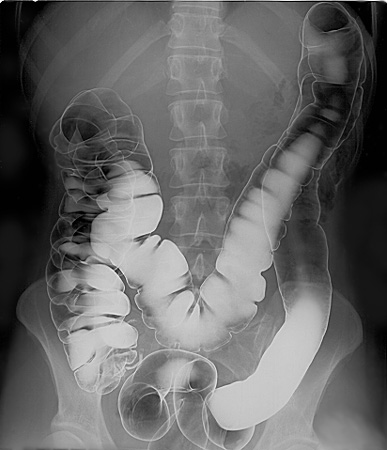
دستگاه گوارش انسان، آن‌چنان‌که از طریق تنقیه باریوم با وضوح دوگانه تصویربرداری شده است.

تنقیه باریوم با وضوح دوگانه (به انگلیسی: Double-contrast barium enema) فرایندیست که در آن از روده بزرگ و مقعد، بعد از ورود مایعی حاوی باریوم به درون مقعد، اشعه ایکس-ری (X-rays) گرفته می‌شود. باریوم یک ترکیب سفید-نقره‌ای است که روده بزرگ و مقعد را بر روی اشعه ایکس-ری مشخص و به نمایش ناهنجاری‌ها کمک می‌کند. به منظور بالا بردن کیفیت اشعه ایکس-ری، هوا به درون روده بزرگ و مقعد فرستاده می‌شود.